# Сабака (группа)
«Сабака» — российская группа, представители московской независимой сцены, яркие приверженцы D.I.Y. философии. Журналисты часто определяют их стиль, как «indie rock», однако сами музыканты предпочитают характеризовать выдаваемый собой продукт и сопутствующий ему креативный процесс, как обычную «гитарную музыку».
На самом деле, музыка коллектива варьируется от гаражного рока и шугейза до поп-рока и панка.

## История группы
Группа была образована в 2006 году участником панк-группы The Sportlato Сергеем Овчинниковым для того, чтобы отойти от привычных канонов панк-рока, экспериментировать и создавать музыку без стилистических ограничений.
Первое выступление состоялось 3 марта 2007 года в маленьком московском клубе Blow up. На тот момент с состав группы входили: Григорий Двоскин (барабаны), Сергей Шевцов (гитара и бэк-вокала), Андрей Никишин (бас), Сергей Овчинников (вокал, гитара). Первым, кто покинул группу в самом начале её карьеры, был Григорий Двоскин, которого сменил Артём Данилов.
Новоиспеченный коллектив дал серию концертов на разнообразных площадках, постепенно «захватывая» все большие территории.
Но таким составом группа просуществовала недолго[сколько?]. Из группы неоднократно уходил Сергей Шевцов. За время отсутствия Сергея Шэ на гитаре играл Руслан Абдурахманов, который покинул группу из-за музыкальных разногласий внутри коллектива. На данный[какой?] момент место гитариста занял новый участник группы — Тим Мухмадеев.

## Состав
- Сергей Овчинников — вокал, гитара
- Алексей Царегородцев — барабаны
- Павел Одиноков — вокал, бас
- Руслан Абдурахманов — гитара

## Дискография
- Изменить Весь Мир (single) 2009
- Лежачие Камни (single) 2009
- Гравитация (single) 2009
- Rezultat (EP) 2010
- Тайны третьей планеты (EP) 2011
- Шашни 2014
- Шашни ч.2 2018
- Удачное стечение обстоятельств (single) 2023
- Жуска (single) 2023

## Интересные факты
Большинство афиш группы Сабака и обложки синглов сделаны вокалистом Сергеем Овчинниковым.